# Рахваловка
Рахваловка (укр. Рахвалівка) — село, входит в Иванковский район Киевской области Украины.
Население по переписи 2001 года составляло 52 человека. Почтовый индекс — 07233. Телефонный код — 4591. Занимает площадь 0,4 км². Код КОАТУУ — 3222080603.

## Местный совет
07233, Київська обл., Іванківський р-н, с. Варівськ